# 水谷智洋
水谷 智洋（みずたに ともひろ、1940年 - ）は、日本の西洋古典学者。東京大学名誉教授。主著に『古典ギリシア語初歩』。

## 経歴
岐阜県出身。1958年、岐阜県立岐阜北高等学校を卒業、東京大学教養学部文科二類に入学。1963年、教養学部教養学科国際関係論分科を卒業。1966年、東京大学大学院人文科学研究科西洋古典学専門課程を修了。1970年、博士課程単位取得満期退学。指導教官は高津春繁。
1970年より、東京大学文学部西洋古典学科助手、教養学部助教授、武蔵野女子大学・千葉大学・学習院大学・桐朋学園大学の非常勤講師等を歴任。1991年より、東京大学教養学部教授。2000年、定年退官、名誉教授。

## 主な業績
- 『古典ギリシア語初歩』岩波書店、1990年（単著）
  - 古典ギリシア語の教科書として親しまれている[1][2]。
- エウリーピデース「トローアデス」『ギリシア悲劇全集7 エウリーピデースⅢ』岩波書店、1991年（翻訳）[1]
- 『大百科事典』平凡社、1984-1985年（編集委員）[4]
  - ギリシア神話・ローマ神話分野の項目を担当[6][7]。
- 『羅和辞典〈改訂版〉』研究社、2009年（編）
- 『ラテン語図解辞典 古代ローマの文化と風俗』研究社、2013年（編著）